# 이준배
이준배(李準培, 1969년 4월 10일~)는 대한민국의 기업인 출신 정치인이다.

## 학력
- 충남기계공업고등학교 졸업

## 경력
- 대한민국 제88호 기능한국인
- 아이빌트세종 대표
- JBL 대표
- 한국엑셀러레이터협회 회장
- 한국엑셀러레이터협회 명예회장
- 2022. 7. 초대 세종특별자치시 경제부시장
- 2022. 7.~2023. 5. 제2대 세종특별자치시 정무부시장
- 미래엔이스포츠 명예구단주
- (재)세종미래전략연구원 이사장
- 배재대학교 객원교수
- 2024. 3.~2024. 4. 제22대 국회의원 선거 국민의힘.세종선거대책위원회 공동선거대책위원장
- 2024. 5.~ 국민의힘 세종특별자치시당 세종특별자치시 을 당원협의회 위원장
- 2024. 6.~ 국민의힘 세종특별자치시당 위원장
- 2025. 5.~2025. 6. 제21대 대통령 선거 국민의힘 김문수 대통령 후보 세종 선거대책위원회 상임선거대책위원장

## 역대 선거 결과
| 실시년도 | 선거   | 대수 | 직책     | 선거구            | 정당     | 득표수   | 득표율          | 순위 | 당락 | 비고 |
| -------- | ------ | ---- | -------- | ----------------- | -------- | -------- | --------------- | ---- | ---- | ---- |
| 2024년   | 총선   | 22대 | 국회의원 | 세종특별자치시 을 | 국민의힘 | 33,148표 | \| \| 37.54% \| | 2위  | 낙선 |      |
|          | 37.54% |      |          |                   |          |          |                 |      |      |      |